# Далматинские конные стрелки

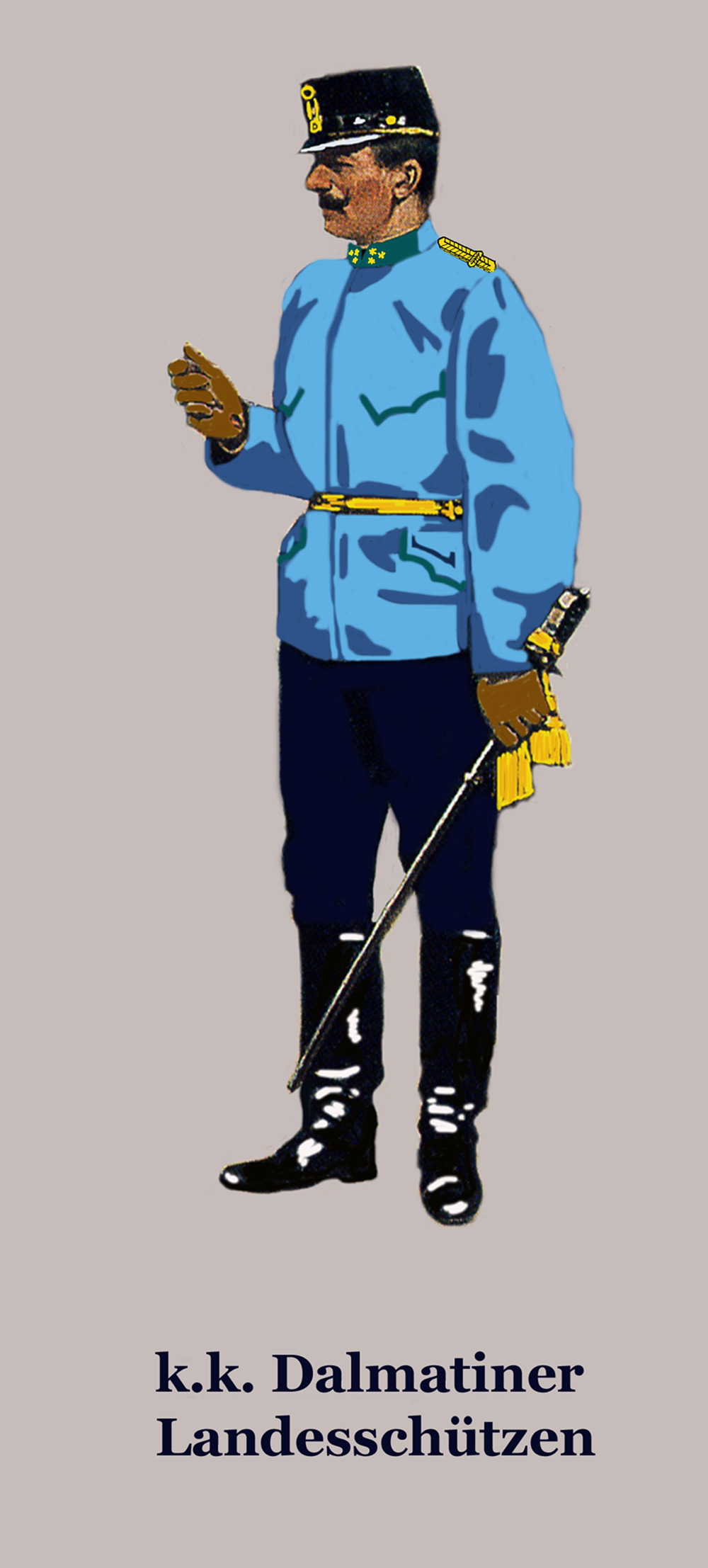
Первый лейтенант Далматинских конных стрелков

Далматинские конные стрелки (нем. Reitende Dalmatiner Schützen, хорв. Dalmatinski zemaljski strijelci) — хорватское кавалерийское воинское подразделение армии Австро-Венгрии.

## Краткая история
Образованы в 1874 году как Императорско-королевский отряд далматинских конных наземных стрелков (хорв. Carsko-kraljevski odjel dalmatinskih konjičkih zemaljskih strijelaca) в Далмации. Участвовали в боях в Боснии и Герцеговине в годы русско-турецкой войны. До 1893 года их подразделение называлось Эскадрон конных стрелков в Далмации (нем. Eskadron berittene Schützen in Dalmatien, хорв. Eskadron jahaćih strijelaca u Dalmaciji), с 1893 по 1910 годы носило наименование Конные наземные далматинские стрелки (нем. Berittene Dalmatiner Landesschützen, хорв. Jahaći zemaljski dalmatinski strijelci). Участвовало в Первой мировой войне.

## Униформа
Кавалеристы носили светло-зелёные мундиры с серебряными пуговицами, тёмно-коричневые пальто, серо-голубые бриджи и шляпы с чёрными перьями, на которых также изображался австрийский двухголовый орёл.